# Drijvende stad
Een drijvende stad is een (deel van een) stad die volledig los van de grond, drijvend op het wateroppervlak ligt. De stad kan op zee gebouwd worden, maar kan ook in rustiger binnenwater liggen. Er zijn een aantal grote voordelen aan het principe van een drijvende stad. Van oudsher wordt er al op het water gewoond. Vaak wordt er gebouwd in de vorm van een woonboot, maar soms ook in de vormen van hele drijvende steden, vooral in gebieden met veel regenval.
Door de opwarming van de aarde neemt de temperatuur van het zeewater toe en smelten ijskappen. Het uitzettende zeewater en het smelten van het op land gelegen ijs veroorzaakt een stijging van de zeespiegel. Een drijvende stad is een van de mogelijkheden om in laagliggende gebieden, zoals delen van Nederland, Bangladesh, de VS (New Orleans), te ontkomen aan de gevolgen van de hoger wordende zeespiegel. Omdat een drijvende stad altijd drijft op het wateroppervlak, is er geen gevaar voor overstroming.
Door de toename van de bevolking en daarmee de toename van de bebouwing is er in sommige gebieden een gebrek aan ruimte ontstaan. Door het te bebouwen gebied uit te breiden op het water ontstaat er op het land de mogelijkheid meer ruimte open te laten en mensen en natuur zo meer leefruimte te geven.
Een groot voordeel van de drijvende stad is de mobiliteit van het “onroerend goed”. Bij het verhuizen van bijvoorbeeld de werkgever naar een andere stad, kan ervoor gekozen worden om met huis en al te verhuizen. Dit is een kwestie van een nieuwe ligplaats vinden in de nieuwe woonplaats, een sleper inhuren en aanmeren op de nieuwe locatie. Op dezelfde manier zou de drijvende stad ook gebouwd kunnen worden. De drijvende onderdelen kunnen allemaal ergens anders gebouwd worden en vervolgens naar de plaats van bestemming worden gevaren. Op die manier voorkomt men dat op deze plek, vaak in het midden van een druk gebied, overlast wordt veroorzaakt door de bouwwerkzaamheden en het bouwverkeer.
Een drijvende stad zou zelfvoorzienend kunnen worden uitgevoerd. Zo is de technologische kennis aanwezig om golfslagenergie om te zetten in elektriciteit. Maar ook andere vormen van energiewinning zijn mogelijk met behulp van een warmtepomp, zonnepanelen en windenergie.
Het water waarop de stad drijft zou tot drinkwater kunnen worden gemaakt door middel van een zuiveringsproces.

## Drijvende steden
- Steigereiland, IJburg, Amsterdam
- Drijvende recreatiewoningen, Maasbommel
- San Francisco Bay, Sausalito (Californië)
- Drijvende dorpen in het Tonlé Sapmeer in Cambodja
- Lake Union, Seattle

### In de geschiedenis
- Hoofdstad van het Azteekse Rijk: Tenochtitlan

### Nog in onderzoek
- Seastead

## Onderzoek
Er wordt op het moment uitgebreid onderzoek gedaan naar de mogelijkheden van drijvende steden en gebouwen. Er zijn daarbij twee dingen van belang: Technische mogelijkheden en financiële haalbaarheid.

### Technische mogelijkheden
Wanneer men op water bouwt is het van groot belang dat het blijft drijven. Drijfvermogen en voorkomen van zinken is daarom een belangrijk aandachtspunt bij het ontwikkelen van een drijvende stad.
Een drijvende stad moet in staat zijn met peilfluctuaties mee te kunnen gaan, maar moet tegelijkertijd ook vastgelegd worden in horizontale zin: het is niet de bedoeling om in het wilde weg te varen. Ook scheefstand door onevenwichtige belading is een probleem waarvoor oplossingen worden bedacht, zoals een parkeergarage in de “kelder” van een drijvend gebouw, die automatisch het gewicht verdeelt door de auto’s te verplaatsen.
Funderen op water is in zekere zin wel veel gemakkelijker dan op het land. Er hoeft geen rekening te worden gehouden met het draagvermogen van de bodemlagen, het draagvermogen van water is immers overal ongeveer even groot. Enkel de structuur waarmee de drijvende stad vastgelegd wordt komt in aanraking met de bodem.
De drijvende stad moet ook aangesloten worden op bestaande infrastructuur, mensen moeten immers zich ook van de drijvende stad af kunnen verplaatsen naar het vasteland. Een voor de hand liggende optie is hier vervoer over het water.
Een voorwaarde voor drijvend bouwen is het gebruik van lichtgewicht materiaal, anders worden de gebouwen al snel te zwaar. Er zijn veel lichtgewicht materialen ontwikkeld, maar vaak zijn ze, door de kleinschalige productie, relatief duur.